# Reyðarfjörður
Reyðarfjörður (in vroegere tijden ook wel Búðareyri genoemd) is een stad in het oosten van IJsland aan het eind van de gelijknamige fjord Reyðarfjörður met ongeveer 1.100 inwoners (2013). Het stadje ligt in de gemeente Fjarðabyggð in de regio Austurland op 688 km van Reykjavik.
Na een aanvankelijke forse toename van het aantal inwoners (van 700 in 2005 naar 2000 aan het eind van 2006), is door de gevolgen van een economische crisis het aantal weer aanzienlijk afgenomen.
Rond 850 zou hier de Viking Naddoddur van de Faeröer aan land gegaan zijn en hiermee de ontdekker van IJsland zijn. 
De breed slingerende fjord is de grootste van de oostelijke fjorden en vormt een natuurlijke haven. De belangrijke industrie is visserij en visverwerking. In en rond Reyðarfjörður bevinden zich de grootste garnalen- en visverwerkingsfabrieken van IJsland, waar onder meer vismeel wordt gemaakt. In het verleden was Reyðarfjörður het commerciële centrum voor boeren uit het nabijgelegen district Fljótsdalshérað.

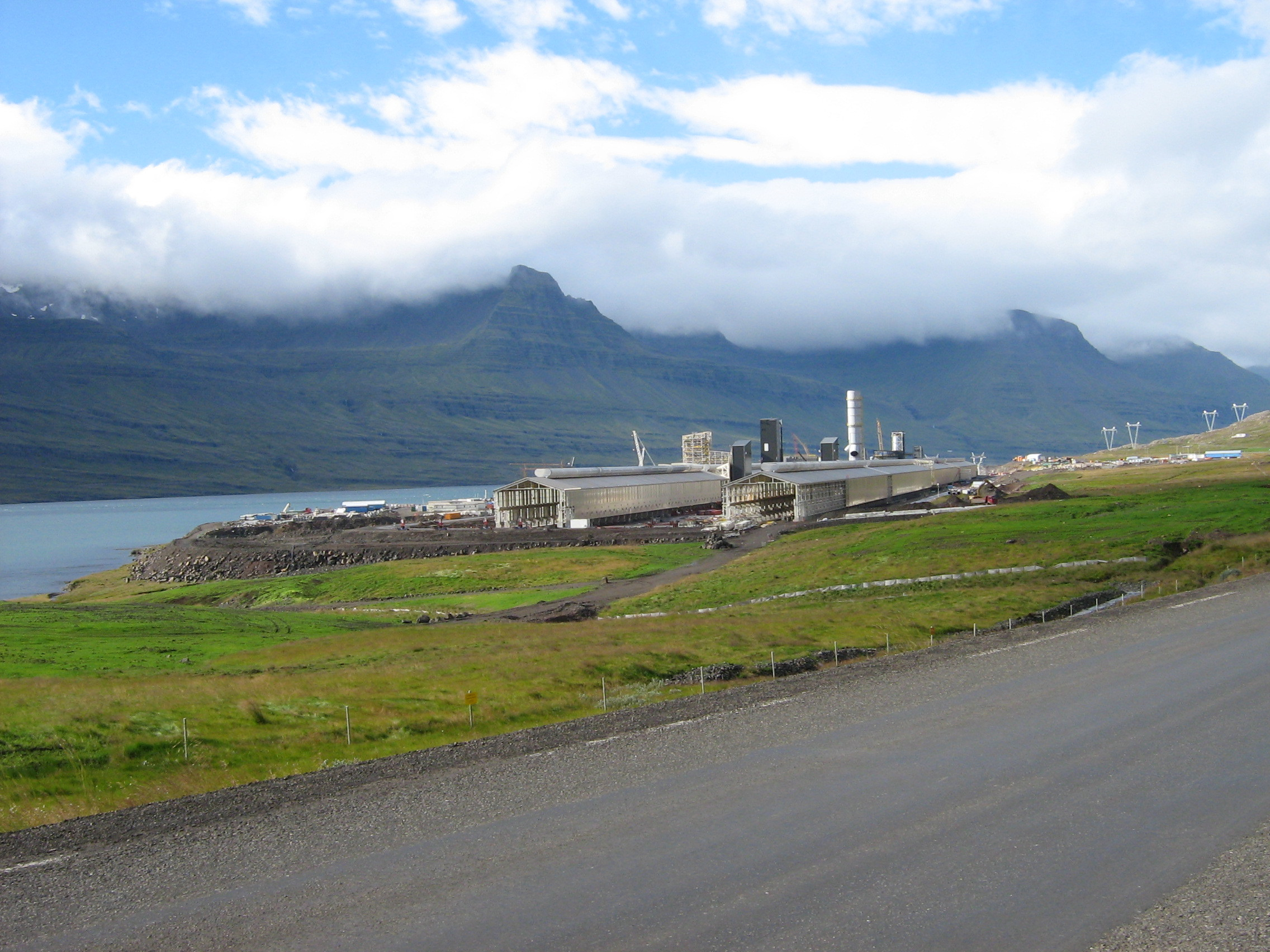
De aluminiumsmelterij

Begin 2003 is aan de noordelijke kant van de fjord de bouw van een aluminiumsmelter voor het Amerikaanse bedrijf Alcoa gestart, waardoor er veel extra bedrijvigheid was. De elektriciteit benodigd voor de aluminiumsmelter komt van de waterkrachtcentrale Kárahnjúkavirkjun. Grondstoffen en eindproducten worden per schip aan- en afgevoerd.

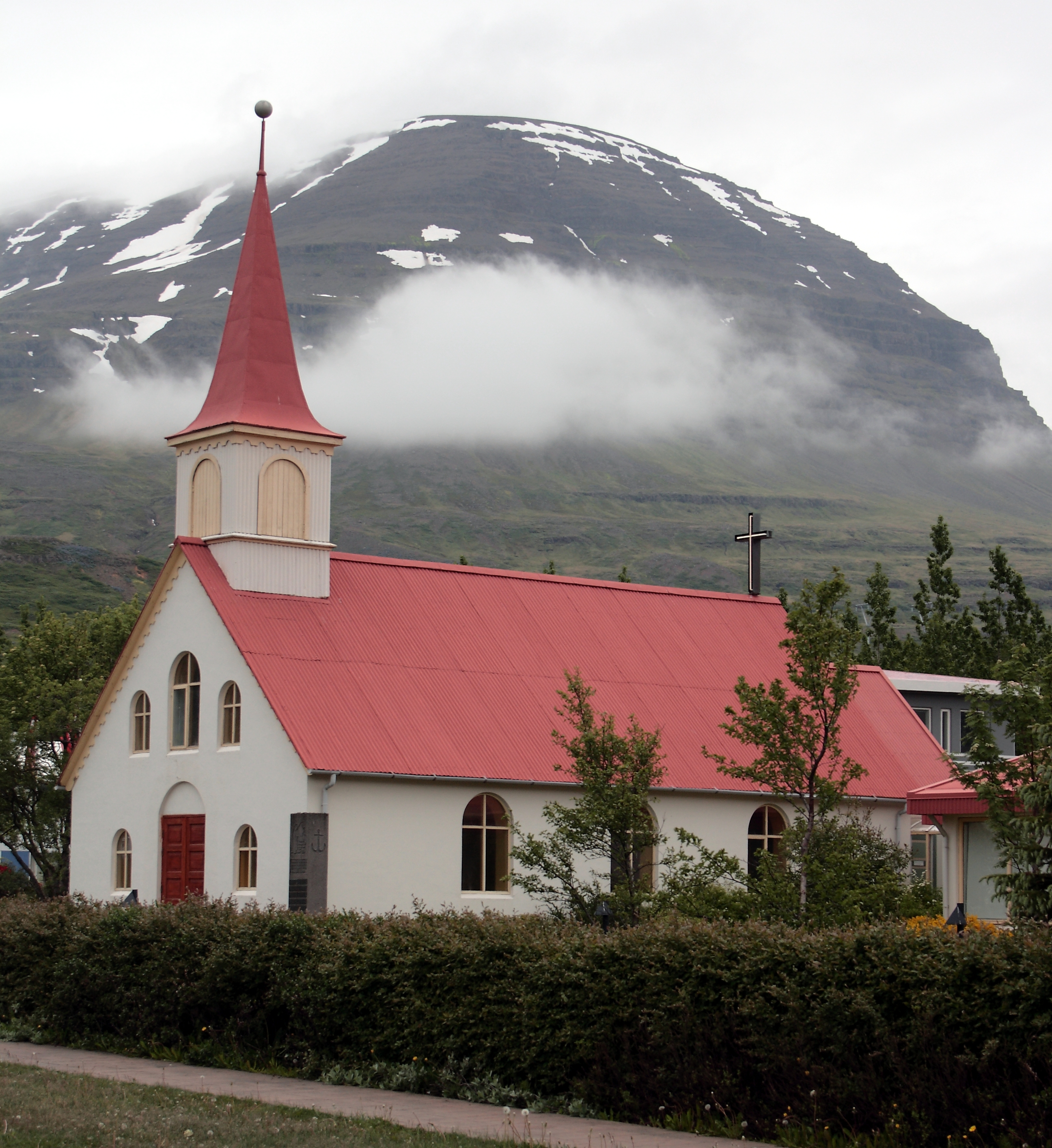
De kerk van Reyðarfjörður

## Toerisme
In de winter kan er in de omgeving geskied worden. In de herfst wordt er onder andere op rendieren, ganzen en verschillende soorten zwemvogels gejaagd. Er kan op forel en zalm gevist worden. Verder is Reyðarfjörður zeer geschikt als uitvalsbasis voor wandelingen in de schitterende omgeving. Eén zijde van de fjord is rotsachtig terwijl de andere bestaat uit groene heuvels, waardoor de omgeving geschikt is voor elk type wandelaar.
Gedurende de Tweede Wereldoorlog was het dorp bezet door de Britten, die er een groot garnizoen vestigden. Dit deel van de geschiedenis kan worden bekeken in het lokale oorlogsmuseum. Een andere attractie is het graf van de oude waarzegster Völva, van wie wordt gezegd dat zij bij haar overlijden voorspelde dat Reyðarfjörður zal worden beschermd zolang haar gebeente op de rustplaats in Hólmaháls blijft.
In Reyðarfjörður zijn een camping, een pension, een hotel, een jeugdherberg, een zwembad en enkele restaurants gevestigd.

## Winkels
In het centrum van Reyðarfjörður bevindt zich een klein buurtwinkelcentrum met o.a. een supermarkt en een drogisterij.
Daarnaast liggen andere restaurants en winkels verspreid door de stad.

## Bekende personen
- Vilhjálmur Einarsson (1934), winnaar van de zilveren medaille hink-stap-springen op de Olympische Zomerspelen van 1956